# Thripomyces
Thripomyces är ett släkte av svampar. Thripomyces ingår i familjen Ceratomycetaceae, ordningen Laboulbeniales, klassen Laboulbeniomycetes, divisionen sporsäcksvampar och riket svampar.
|             | Ceratomyces                            |
|             |                                        |
|             | Phurmomyces                            |
|             |                                        |
|             | Rhynchophoromyces                      |
|             |                                        |
|             | Thaumasiomyces                         |
|             |                                        |
|             | Eusynaptomyces                         |
|             |                                        |
|             | Drepanomyces                           |
|             |                                        |
|             | Plectomyces                            |
|             |                                        |
|             | Helodiomyces                           |
|             |                                        |
|             | Synaptomyces                           |
|             |                                        |
| Thripomyces | \| \| Thripomyces italicus \| \| \| \| |
|             | \| \| Thripomyces italicus \| \| \| \| |
|             | Autoicomyces                           |
|             |                                        |
|             | Thripomyces italicus                   |
|             |                                        |

|  | Thripomyces italicus |
|  |                      |